# 칼리 크레이그
칼리 크레이그(Carly Craig, 1980년 6월 12일 ~ )는 미국의 배우, 텔레비전 배우, 영화배우이다.

## 영화
- 헬로 레이디스: 더 무비 (2014년)
- 라이브 앳 더 폭시스 덴 (2013년) - 엘리자베스 역
- 눕즈 (2012년) - 멜리사 역
- 홀 패스 (2011년) - 니코틴 패치 걸 역
- 스타서커 (2010년) - 미즈 에버내시 역
- 사람 만들기 (2008년)
- 내셔널 람푼: 베그보이 (2008년)
- 에어플레인 디재스터 (2006년) - 칼리 역